# Sylvanès
Sylvanès (okzitanisch Silvanés) ist ein Ort und eine südfranzösische Gemeinde mit 116 Einwohnern (Stand 1. Januar 2022) im Département Aveyron in der Region Okzitanien (vor 2016 Midi-Pyrénées). Sie gehört zum Arrondissement Millau und zum Kanton Causses-Rougiers. Die Einwohner werden Sylvanésiens genannt.

## Lage
Sylvanès liegt etwa 62 Kilometer ostsüdöstlich von Albi im Südwesten der historischen Provinz Rouergue. Umgeben wird Sylvanès von den Nachbargemeinden Saint-Félix-de-Sorgues im Norden, Montagnol im Osten, Fayet im Süden, Camarès im Südwesten und Westen sowie Gissac im Nordwesten.

## Bevölkerungsentwicklung
| Jahr                       | 1962 | 1968 | 1975 | 1982 | 1990 | 1999 | 2006 | 2019 |
| Einwohner                  | 159  | 144  | 109  | 117  | 108  | 117  | 98   | 112  |
| Quellen: Cassini und INSEE |      |      |      |      |      |      |      |      |

## Sehenswürdigkeiten
- Zisterzienserkloster Sylvanès, 1136 gegründet, 1790 aufgelöst, Monument historique seit 1862
- russisch-orthodoxe Kirche in L’Hétimasie

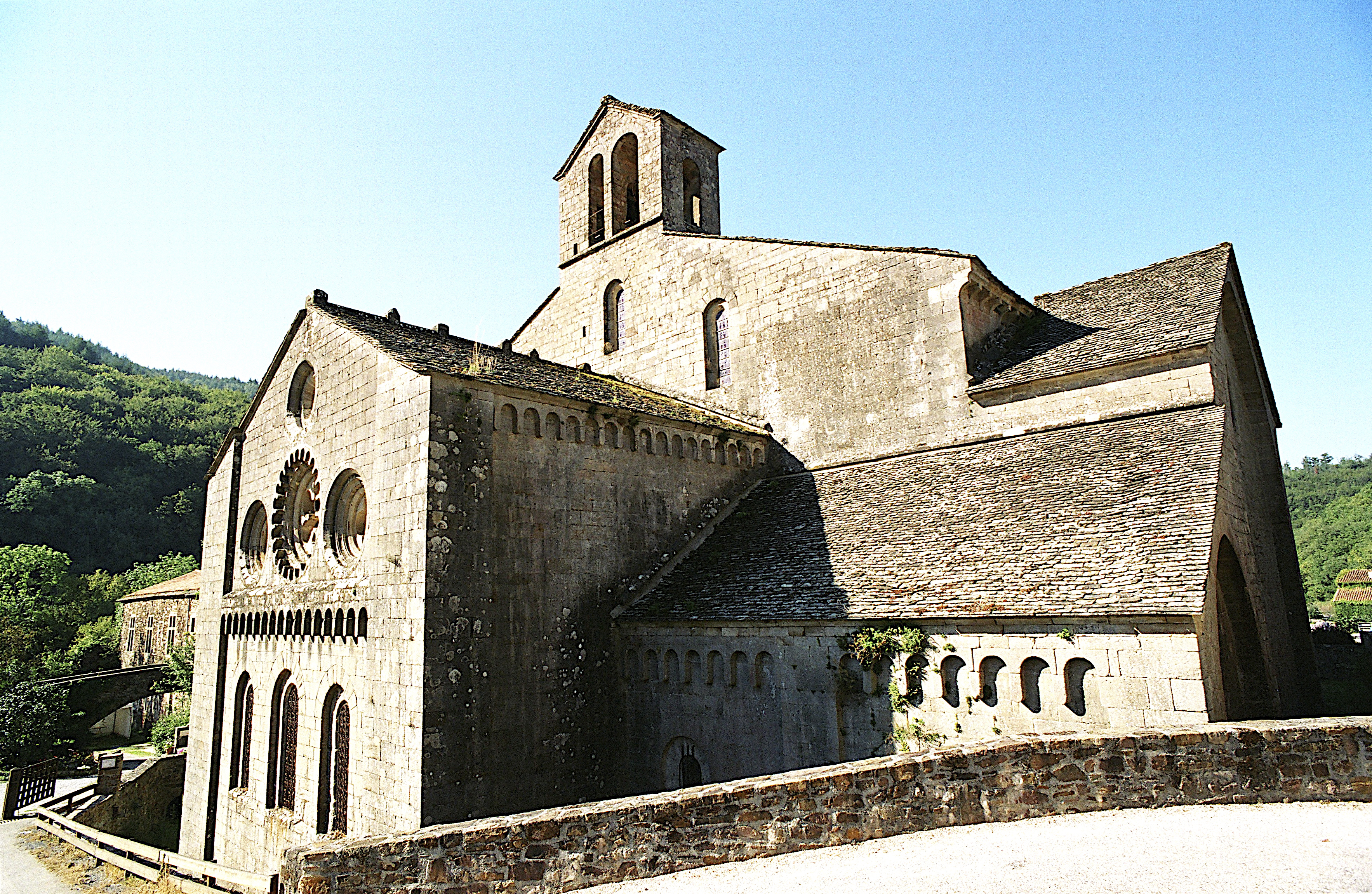
Kloster Sylvanès
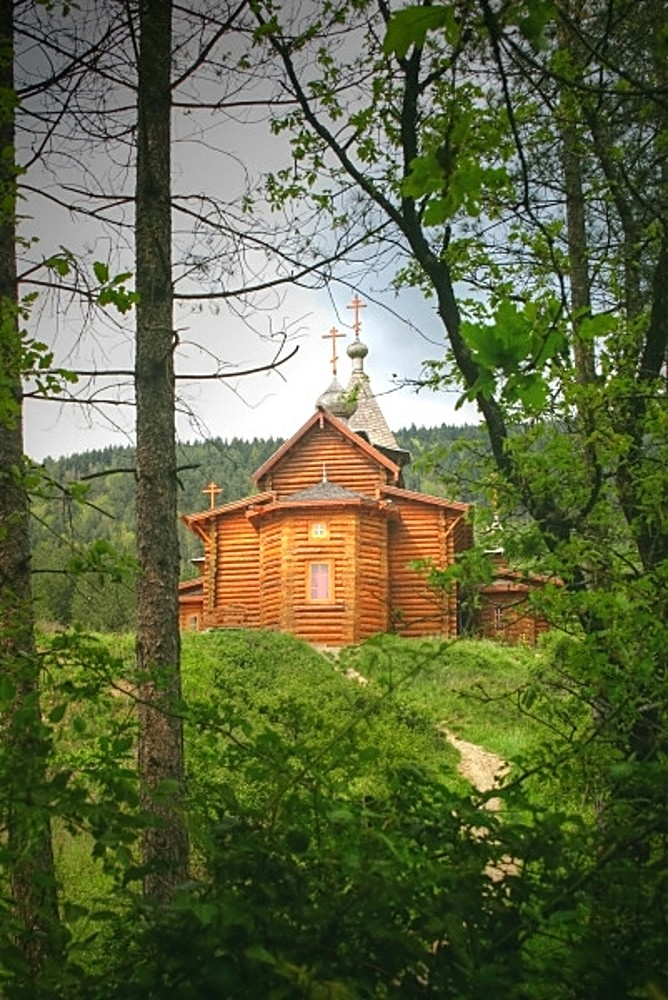
Russisch-orthodoxe Kirche